# Veľká Ramžiná

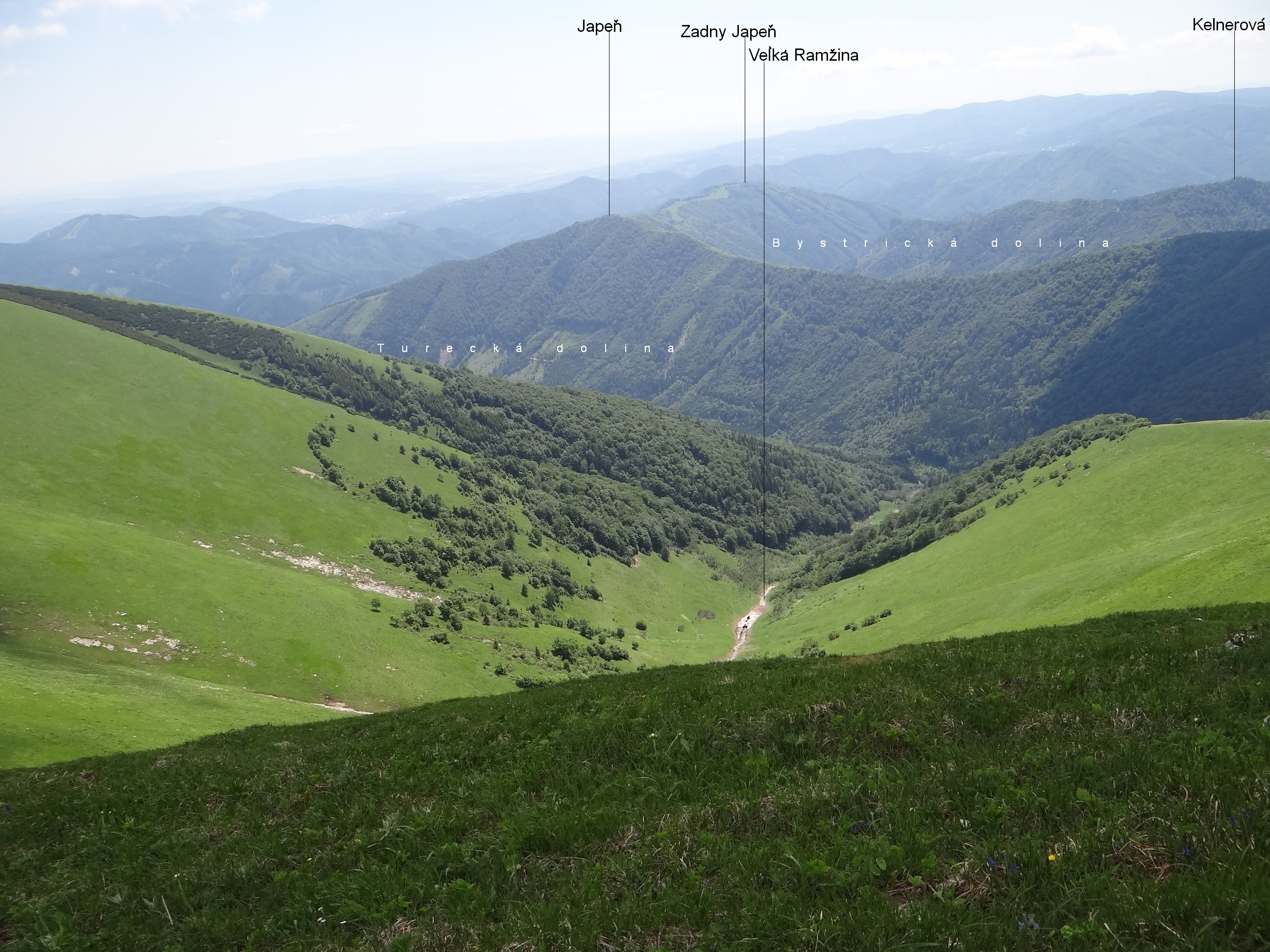
Widok z grzbietu Veľký Rigeľ

Veľká Ramžiná – lewe odgałęzienie Tureckiej doliny w Wielkiej Fatrze na Słowacji. Znajduje się w obrębie Parku Narodowego Wielka Fatra. Jest to żlebowata dolinka wcinająca się w południowe stoki grzbietu Veľký Rigeľ. Jej zachodnie zbocza tworzy trawiasta grzęda Veľkiego Rigeľa (Malá Krížna), wschodnie Krížna (1574 m). Dolinka jest prawie całkowicie trawiasta. Są to dawne hale pasterskie. Po zaprzestaniu wypasu dolna część lewych zboczy zaczyna zarastać lasem. Dolinka jest także bardzo stroma, co powoduje, że zimą często schodzą nią lawiny niszczące roślinność na dnie lawinowego koryta.
Dolną częścią dolinki spływa potok Ramžiná. Zimą Veľká Ramžiná bywa wykorzystywana do zjazdów na nartach (skialpinizm).